# Hauwklaver
Hauwklaver of gele lotus (Lotus maritimus, synoniemen: Tetragonolobus maritimus en Tetragonolobus siliquosus) is een vaste plant die behoort tot de vlinderbloemenfamilie (Leguminosae of Fabaceae). De soort staat op de Nederlandse Rode lijst van planten als zeer zeldzaam en stabiel of toegenomen. De plant komt van nature voor in Midden-Europa. In Nederland komt de plant voor in Zuid-Limburg.
De plant wordt 10-40 cm hoog. De onderaardse delen van de plant ruiken onaangenaam. De bladeren zijn drietallig met steunblaadjes, die half zo lang zijn als de bladeren.
Hauwklaver bloeit van mei tot augustus met citroengele, alleenstaande, langgesteelde (5-15 cm) bloemen. De kroonbladen zijn 2,5-3 cm lang. De kelktanden zijn allemaal even lang en korter dan de kelkbuis. De bloem wordt bestoven door hommels met een lange tong. Hommels met een korte tong bestuiven niet, maar roven de nectar door een gaatje in de kelk- en kroonbuis te maken.
De vrucht is een 3-6 cm lange en 3 mm brede, rechte, kantige peul met ongeveer 1 mm brede vleugels. De bijna ronde, olijfgroene zaden zijn 2 mm groot en meer of minder gespikkeld.
De plant komt tussen het gras voor op hellingen met matig vochtige, kalkrijke grond.

## Namen in andere talen
- Engels: Dragon's-teeth
- Duits: Spargelerbse
- Frans: Lotier-pois

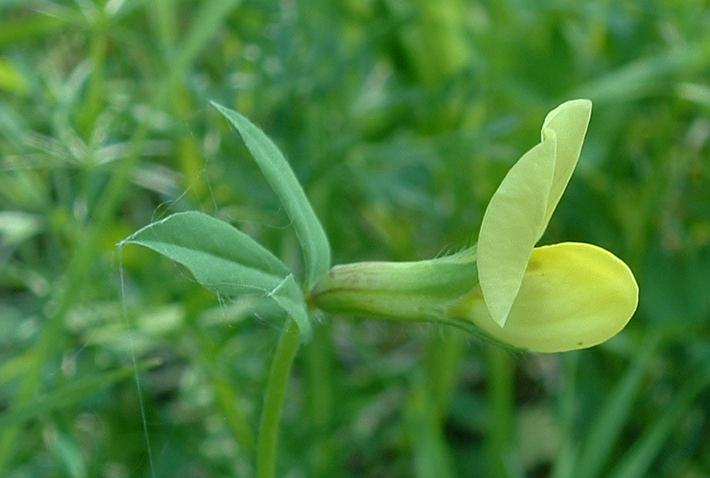
Kelk
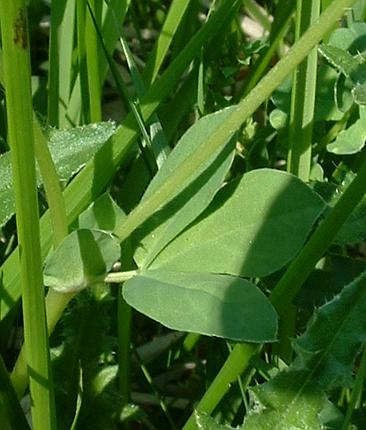
Blad
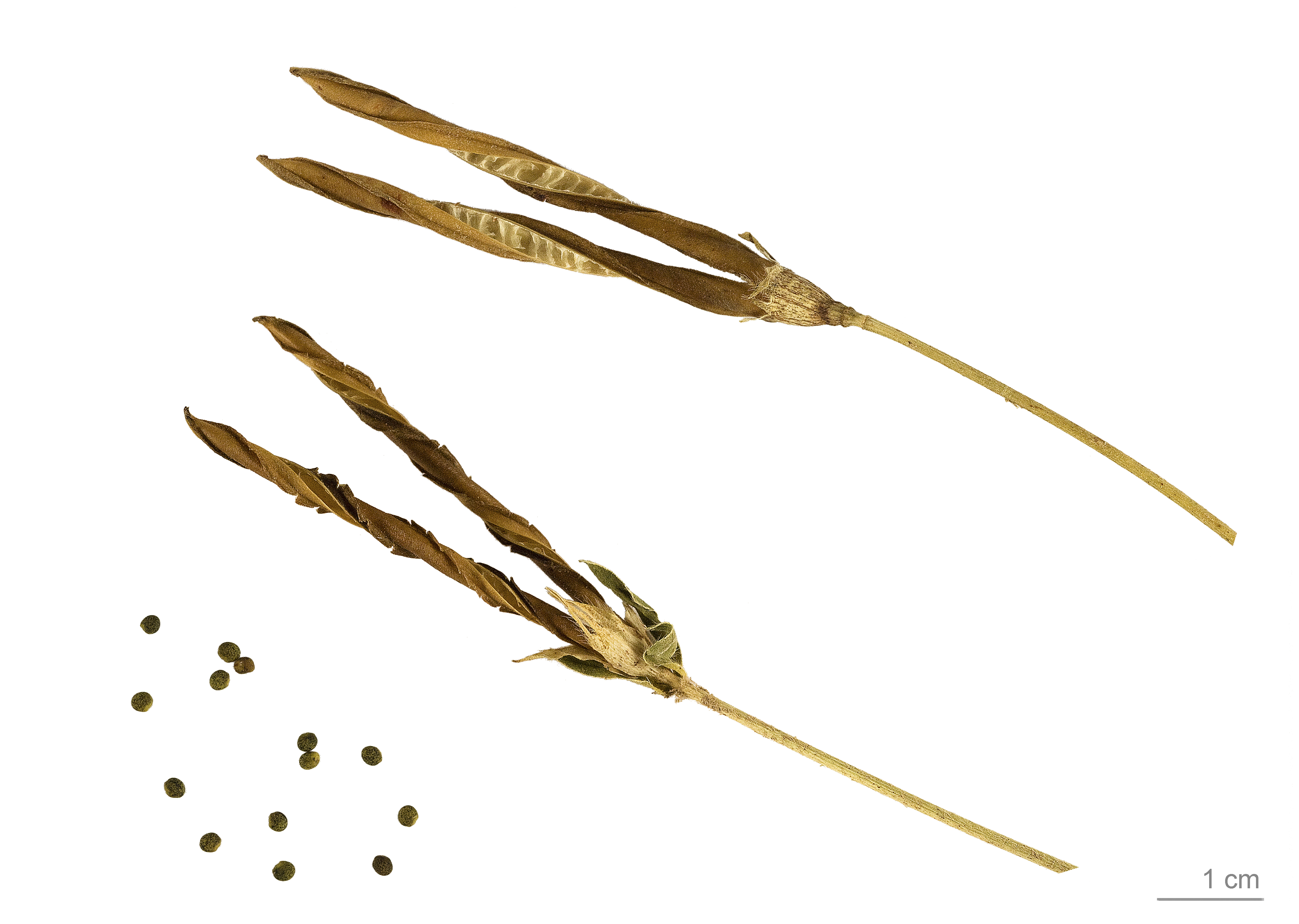
Zaden